# Chronologie de l'escrime

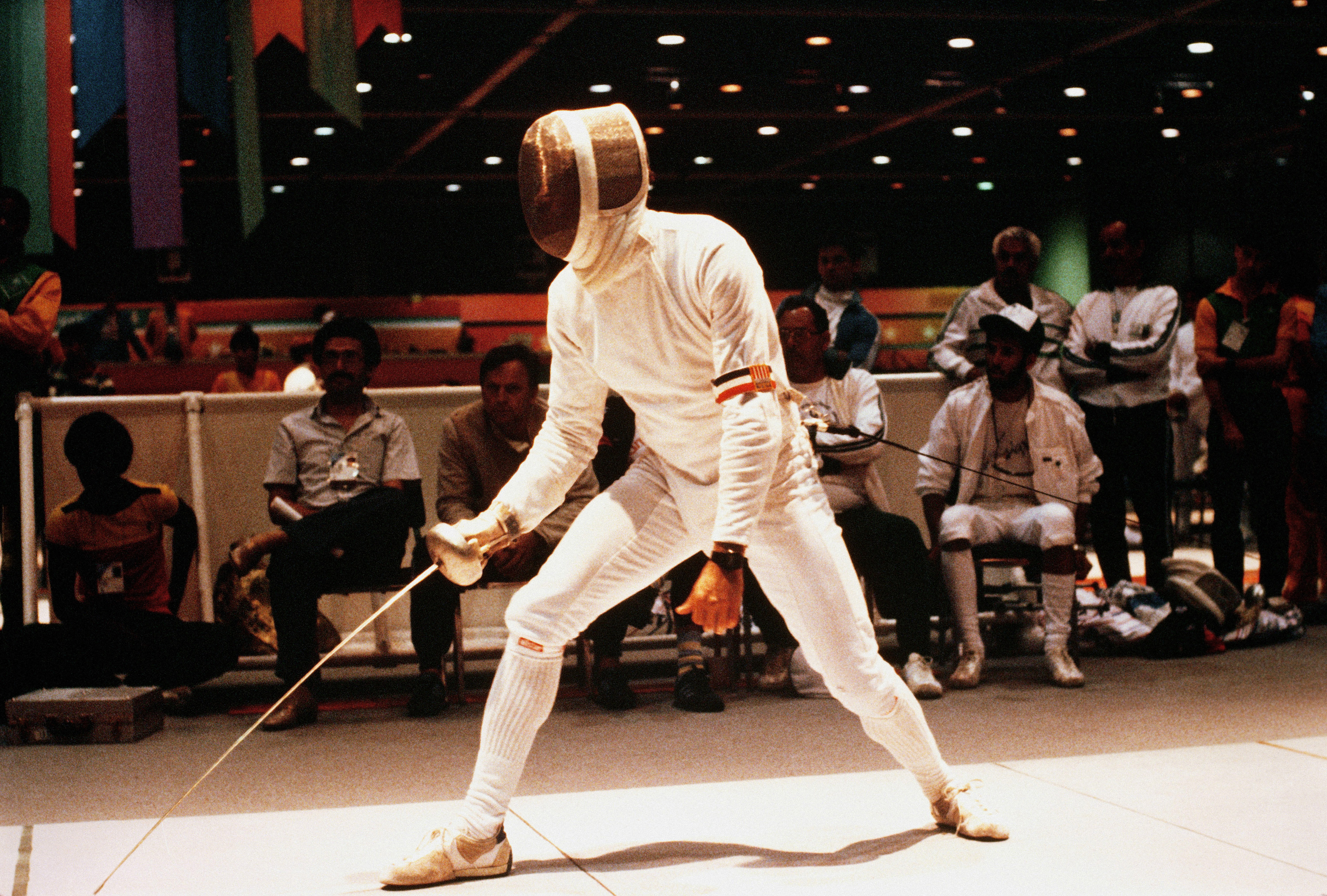
Jeux Olympiques de 1984, adoption du système de compétition à élimination directe.

Cet article constitue une chronologie de l'escrime des principaux moments de l'histoire de la discipline.

## Chronologie
- Vers 1280 : Manuscrit I.33 traitant de l'escrime à l'épée et à la bocle.
- 1292 : Le Rôle de la Taille de la ville de Paris, recensement commandé par le Roi de France Philippe IV le Bel, signale l'existence de 7 escrimeurs professionnels (escremisseors ou maîtres d’arnoys) dans la capitale.
- Fin du XIVe siècle : le maître allemand Johannes Liechtenauer écrit un court poème qui détaille ses techniques et fonde ainsi la tradition qui porte son nom
- 1400 (environ) : Le Jeu de la Hache, premier traité écrit en français par un anonyme milanais; il est consacré à la hache noble.
- 1410 : Flos Duellatorum, ouvrage du maître d'armes Fiore dei Liberi, proche du duc d'Este.
- 1413 : Filippo Bartolomeo Dardi accède à la maîtrise à Bologne, et est tenu pour fondateur du style d'escrime bolonais
- 1444-1467 : Principaux Fechtbücher des maîtres de l'école germanique (Talhoffer, Lignitzer, Hundsfelder, Ringeck, …), généralement selon la tradition de Liechtanauer
- 1482-1487: De arte gladiatoria dimicandi, de Filippo Vadi, dans la tradition de Fiore dei Liberi
- XVIe siècle : En Angleterre, sous le règne d'Henri VIII, création de la Corporation de la Noble Science de la Défense.
- 1516 : Ergrundung Ritterlicher Kunst der Fechterey, par le maître allemand Andre Paurñfeyndt, dans la tradition de Liechtenauer. Le contenu sera influent et plagié par Egnolph en 1530. Il est traduit en français en 1538 (La noble science des ioueurs d'espee).
- 1522-1572: nombreux traités d'escrime bolonaise (Antonio Manciolino, Achille Marozzo, Angelo Viggiani, Giovanni dall'Agocchie). Première forme de convention d'escrime évoquée par Manciolino (comptage de points et règle du contrapasso).
- 1553 : Camille Agrippa publie son traité qui, par son approche géométrique et en privilégiant l'utilisation de l'estoc, révolutionne l'escrime.
- 1567 : En France, le Roi Charles IX créé la Communauté des Maîtres Escrimeurs de Paris en décembre.
- 1572 : Joachim Meyer publie un Fechtbuch qui modernise l'école allemande d'escrime selon Liechtenauer et l'adapte au précurseur de la rapière.
- 1573 : Henry de Saint Didier publie le premier ouvrage en français sur l'art du combat à l'épée.
- 1582 : Jerónimo de Carranza publie De la filosophia de las armas y de su destreza. Il est tenu pour père de la tradition espagnole d'escrime dite de la Verdadera Destreza, qui a profondément influencé le jeu de la rapière.
- 1585 : La communauté des escrimeurs de Paris adopte le terme de maître d’armes.
- 1600 : Le Roi de France Henri IV interdit les duels.
- 1612 : Dernier Fechtbuch de la tradition germanique selon Liechtenauer, par Jakob Sutor, sur l'épée longue (entre autres armes)
- 1622 : Création du fleuret.
- 1686 : Traité d'escrime du Sieur de Lancourt.
- 1750 : Invention du masque d’escrime.
- 1791 : Dissolution de la Compagnie des Maîtres en fait d'armes de Paris par application de la Loi Le Chapellier qui interdit les corporations.
- 1852 : Création en France de l'École des sports de Joinville qui forme de nombreux maîtres d'armes, et qui est aujourd'hui l'INSEP.
- 1882 : Henry Hébrard de Villeneuve fonde la Société d'encouragement à l'escrime, ancêtre de la Fédération française d'escrime.
- 1892 : Old swordplay, livre influent d'Alfred Hutton sur la compréhension de l'histoire de l'escrime. Hutton est un pionnier avant l'heure des arts martiaux historiques européens, et a contribué également à l'escrime de spectacle.
- 15 janvier 1893 : Premier tournoi d’escrime moderne à Paris. Demouchy, officier de cavalerie, s’impose.
- 1896 : L'escrime figure au programme des premiers Jeux olympiques rénovés à Athènes, voir Escrime aux Jeux olympiques de 1896. deux armes seulement sont au programme le fleuret et le sabre masculin.
- 1897 : Première édition des Championnats de France d'escrime (Fleuret). Douradour s’impose.
- 1900 : Lors des Jeux olympiques de Paris, le cubain Ramon Fonst remporte l'épreuve d'épée masculine nouvellement créée.
- 1904 : Lors des Jeux olympiques de Saint Louis, les épreuves par équipes font leur apparition. Le fleuret masculin par équipe est remporté par Cuba.
- 1906 : Fondation de la Fédération nationale des sociétés d'escrime et salles d'armes de France, devenue plus tard la Fédération française d'escrime.
- 1908 : Arrivée de l'épée masculine par équipe et du sabre masculin par équipe au programme olympique.
- 1912 : La France et l'Italie (partiellement) boycottent les épreuves d'escrime aux Jeux olympiques de Stockholm en raison d'un différend sur les règles à appliquer au fleuret.
- 1913 : Fondation à Paris de la Fédération internationale d'escrime.
- 1924 : La première épreuve féminine intègre le programme olympique de l'escrime. La danoise Ellen Osiier remporte le fleuret féminin.
- 1936 : Lors des Jeux olympiques de Berlin, un appareillage électrique est utilisé dans l'épreuve d'épée.
- 1956 : Le fleuret devient elle aussi une arme bénéficiant d'un appareillage électrique comma aide à l'arbitrage.
- 1960 : L'URSS remporte la première épreuve olympique de fleuret féminin par équipe. la même année, les premiers jeux paralympiques intègrent des épreuves d'escrime (fleuret féminin, sabre masculin individuel et par équipe).
- 1964 : le programme paralympique intègre les épreuves d'épée masculine (individuel et équipe) et de fleuret féminin par équipe. les autres armes n'apparaitront que 4 ans plus tard en 1968 à Tel Aviv
- 1984 : la structure du tournoi olympique adopte le système de la compétition à élimination directe.
- 1988 : l'épée féminine apparait au programme des jeux paralympiques, avant même que les valides ne puissent tirer la même épreuve.
- 1992 : Aux Jeux olympiques de Barcelone, le sabre électrique fait son apparition.
- 1996 : L'épée féminine fait son apparition aux Jeux olympiques d'Atlanta. La française Laura Flessel y remporte deux médailles d'or.
- 2001 : Fondation de la Historical European Martial Arts Coalition. Naissance "officielle" des arts martiaux historiques européens.
- 2004 : Le sabre féminin est arme olympique. La parité est totale dans l'escrime moderne. Pour permettre à cette arme d'être présente au programme olympique sans pour autant multiplier le nombre de participants, la FIE est obligée par le CIO de créer un roulement entre toutes les armes. Le fleuret féminin par équipe est absent des jeux.
- 2005 : premier tournoi annuel Swordfish en Suède, le plus important des tournois compétitifs d'arts martiaux historiques européens en Europe
- 2008 : les épreuves de fleuret masculin par équipe et d'épée féminine par équipe ne sont pas au programme olympique.